# NGC 1456
NGC 1456 je dvojna zvijezda u zviježđu Biku. 

## Vanjske poveznice
- SEDS: NGC 1456